# Левино (Вашкинский район)
Левино — деревня в Вашкинском районе Вологодской области.
Входит в состав Пореченского сельского поселения, с точки зрения административно-территориального деления — в Пореченский сельсовет.
Расстояние по автодороге до районного центра Липина Бора — 54 км, до центра муниципального образования посёлка Бонга — 3 км. Ближайшие населённые пункты — Бонга, Подгорная, Харбово.
По переписи 2002 года население — 4 человека.